# Henry Czerny
Pour les articles homonymes, voir Czerny.
Henry Czerny est un acteur canadien, né le 8 février 1959 à Toronto (Canada).

## Biographie
C'est l'un des acteurs dramatiques les plus réputés du Canada[Selon qui ?]. Il a fait ses débuts de comédien dans des comédies musicales au Humberside Collegiate à Toronto avant de suivre une formation classique à la National Theatre School de Montréal. Après l'obtention de son diplôme en 1982, il se produit sur scène dans tout le pays, notamment au National Arts Center d'Ottawa, au Citadel Theatre à Edmonton et au Stratford Festival. 
Il a notamment joué au cinéma dans Danger immédiat de Phillip Noyce, Mission impossible de Brian De Palma et La Panthère rose de Shawn Levy. 
Il a été en couple pendant 4 ans avec Dana Delany. 

## Filmographie

### Cinéma
- 1992 : Buried on Sunday : Nelson
- 1993 : Cold Sweat : Sean Mathieson
- 1993 : The Boys of St. Vincent: 15 Years Later : Peter Lavin
- 1993 : I Love a Man in Uniform : Joseph Riggs
- 1994 : Anchor Zone : Lawson Hughes
- 1994 : Danger immédiat (Clear and Present Danger) : Robert Ritter
- 1995 : The Michelle Apts. : Alex
- 1995 : When Night Is Falling : Martin
- 1995 : Jenipapo : Michael Coleman
- 1995 : Notes from Underground : The Underground Man
- 1995 : Johnston... Johnston : Johnston
- 1996 : Mission impossible de Brian de Palma : Eugene Kittridge
- 1997 : Ice Storm (The Ice Storm) d'Ang Lee : George Clair
- 1999 : Cement d'Adrian Pasdar  : Truman Rickhart
- 1999 : External Affairs : Danny Jackman
- 1999 : Kayla : Asa Robinson
- 2003 : Klepto : Ivan
- 2003 : The Limit : Denny
- 2003 : The Failures : Frank Kyle
- 2005 : The Circle : Rick
- 2005 : L'Exorcisme d'Emily Rose (The Exorcism of Emily Rose) : Dr Briggs
- 2005 : Chaos : le capitiaine Martin Jenkins
- 2006 : The Oakley Seven : M. Whitney
- 2006 : La Panthère rose (The Pink Panther) : Yuri
- 2006 : Conversations avec Dieu (Conversations with God) : Neale Donald Walsch / God (voix)
- 2006 : Fido : M. Bottoms
- 2007 : The Fifth Patient : Gerard Pinker
- 2009 : Bobby, seul contre tous : Robert Griffith
- 2010 : L'Agence tous risques (The A-Team) : le supérieur de Lynch
- 2010 : Ice Castles : Marcus Wiston
- 2015 : Remember : Charles Guttman, le fils de Zev
- 2019 : Wedding Nightmare : Tony Le Domas
- 2023 : Scream 6 (Scream VI) : Dr Christopher Stone
- 2023 : Mission impossible : Dead Reckoning (Mission: Impossible – Dead Reckoning) de Christopher McQuarrie : Eugene Kittridge
- 2024 : Our Little Secret : Mitchell
- 2025 : Mission: Impossible - The Final Reckoning de Christopher McQuarrie : Eugene Kittridge

### Télévision

#### Téléfilms
- 1988 : La Mégère apprivoisée (The Taming of the Shrew) : Lucentio
- 1992 : The Boys of St. Vincent : Brother Peter Lavin
- 1992 : The Sound and the Silence : Casey Baldwin
- 1992 : Deadly Matrimony : Rick Peterson
- 1992 : A Town Torn Apart : Fred Burham
- 1993 : Lifeline to Victory : Petty Officer Lang (Coxswain)
- 1994 : Trial at Fortitude Bay : Daniel Metz
- 1994 : Ultime trahison (Ultimate Betrayal) : Ed Rodgers
- 1995 : Choices of the Heart: The Margaret Sanger Story : Bill Sanger
- 1996 : Au-delà des maux (For Hope) : Ken
- 1997 : Promise the Moon : Royal Leckner
- 1998 : L'Odyssée du pôle nord (Glory and Honor) : Robert Peary
- 1998 : L'Ombre de mon père (My Father's Shadow: The Sam Sheppard Story) : Sam Reese Shepard (segment Chip)
- 1999 : The Girl Next Door : Arthur Bradley
- 1999 : P.T. Barnum : Greenwood
- 2000 : Qui a tué Alice ? (ou L'Œil du tueur, titre DVD) (After Alice) : Harvey
- 2000 : Possessed : Fr. Raymond McBride
- 2000 : Au bout de la nuit (Range of Motion) : Ted Merrick
- 2001 : Come l'America : Steven
- 2001 : Haven : Ernst
- 2002 : Pacte d'amour (The Pact) : Mitchell
- 2002 : Salem Witch Trials : le révérend Samuel Parris
- 2009 : Bobby, seul contre tous (Prayers for Bobby) : Robert Griffith

#### Séries télévisées
- 2001 : Chroniques de San Francisco (Further Tales of the City) : Luke
- 2006 : Ghost Whisperer : Matthew Mallinson (saison 1, épisode 22)
- 2007 : Les Tudors: Thomas Howard, 3e duc de Norfolk
- 2008 : Monk : Aaron Larkin (saison 7, épisode 8)
- 2008 : Flashpoint : Jacques Swanson (saison 1, épisode 2)
- 2011 : Falling Skies : le lieutenant Terry Clayton
- 2011-2014 : Revenge : Conrad Grayson
- 2015 : Supergirl : Winslow Schott / Toyman (épisode 10)
- 2017 : Quantico : Matthew Keyes (invité saison 1, récurrent saison 2)
- 2018 : Sharp Objects : Alan Crellin
- 2020 : Bienvenue à Schitt's Creek : Arthur "Artie" Camden (saison 6, épisode 9)
- 2021 : Blade Runner: Black Lotus : Docteur M (voix)

## Voix francophones
En version française, Henry Czerny est dans un premier temps doublé par Michel Papineschi dans Les Garçons de Saint-Vincent et Edgar Givry dans Danger immédiat, Guy Chapellier dans Ghost Whisperer et Wedding Nightmare. Le doublant en 1998 dans L'Odyssée du pôle Nord, Bertrand Liebert le double jusqu'en 2015 dans Innocence fatale, Les Tudors, Monk, Flashpoint, Bobby, seul contre tous et Revenge.
En parallèle, il est doublé par Jean-Philippe Puymartin dans Pacte d'amour, Renaud Marx dans Chaos, et Bernard Métraux dans Falling Skies. Par la suite, il est doublé par François Dunoyer dans Supergirl et Jean-François Kopf dans Sharp Objects.
Après l'avoir doublé dans le premier Mission impossible en 1996, Daniel Nicodème le retrouve, vingt-sept ans plus tard, dans le septième opus et Scream 6. En 2024, Edgar Givry retrouve aussi l'acteur dans Our Little Secret.